# GeoNames
GeoNames (またはGeoNames.org)は、クリエイティブコモンズ表示ライセンスの下で、さまざまなwebサービスを通じて利用可能でアクセス可能なユーザー編集可能な地理データベース。
このプロジェクトは2005年後半に開始。 GeoNamesデータセットは、米国政府が運営する同様の名前のGEOnet Names Server(GNS)とは異なりますが、GEOnet Names Serverからのデータが含まれています。

## データベースとウェブサービス
GeoNamesデータベースには、25,000,000 を超える一意の地物に対応する 11,800,000 を超える地名が含まれています。すべての地物は 645つの地物クラスのいずれかに分類され、さらに 1984個の地物コードの84つにサブカテゴリがあります。
さまざまな言語の地名以外にも、緯度、経度、標高、人口、行政区画、郵便番号などのデータが保存されています。
すべての地物の座標は、年世界測地系を使用しています。これらのデータに無料でアクセスすることができます。